# Hiệp hội Bông Sợi Việt Nam
Hiệp hội Bông Sợi Việt Nam là tổ chức xã hội nghề nghiệp phi lợi nhuận của những người và doanh nghiệp, tổ chức hoạt động trong lĩnh vực bông sợi tại Việt Nam. Hiệp hội có tên giao dịch tiếng Anh là Vietnam Cotton and Spinning Association, viết tắt là VCOSA 
Hiệp hội Bông Sợi Việt Nam được thành lập và hoạt động theo Quyết định số: 1225/QĐ-BNV ngày 27/10/2010 của Bộ Nội vụ trên cơ sở sáp nhập Hiệp hội Bông vải Việt Nam và Hiệp hội Sợi Việt Nam..
Văn phòng Hiệp hội đặt tại địa chỉ L17-11, Lầu 17, Tòa nhà Vincom Center, 72 Lê Thánh Tôn, Phường Bến Nghé, Quận 1, Thành phố Hồ Chí Minh.

## Tầm nhìn:
Xây dựng Hiệp hội thành một tổ chức chuyên nghiệp, uy tín, đại diện cho toàn ngành bông xơ sợi Việt Nam.

## Sứ mệnh:
Thúc đẩy sự phát triển của ngành kéo sợi, đóng góp cho sự phát triển chung của ngành Dệt May tại Việt Nam.

## Chức năng
- Tham vấn về chính sách cho cơ quan quản lý nhà nước.
- Cung cấp dịch vụ hỗ trợ hoạt động sản xuất kinh doanh cho hội viên.
- Bảo vệ quyền lợi của hội viên trong giao thương.